# Archena
Archena es un municipio español perteneciente a la Región de Murcia, en la comarca natural del Valle de Ricote. Cuenta con 20 976 habitantes (INE 2024).

## Historia

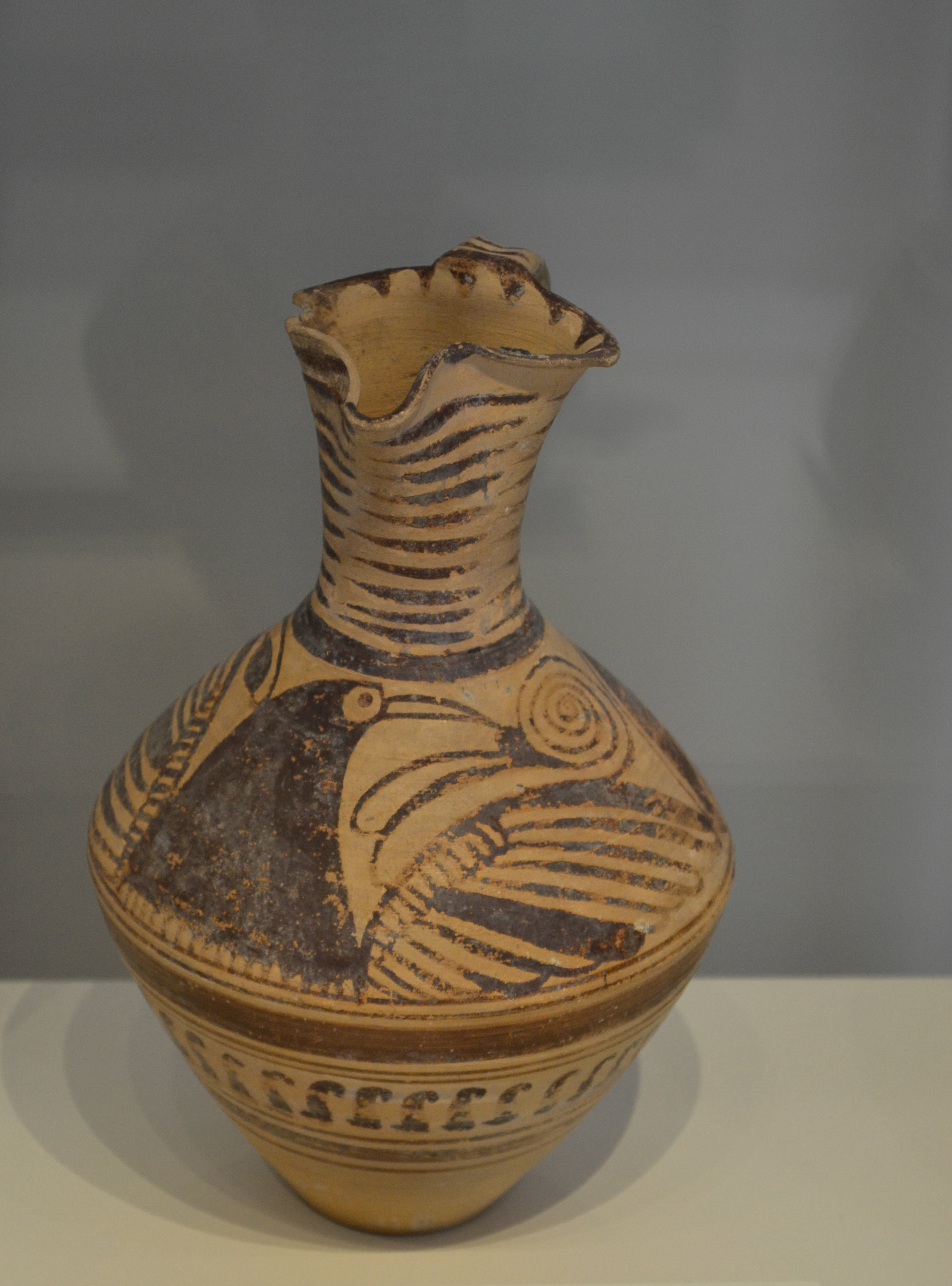
Enócoe íbero del Cabezo del Tío Pío, expuesto en el Museo Arqueológico Nacional

Territorio poblado desde época íbera, ya que en su término municipal se encuentra el yacimiento del Cabezo del Tío Pío (de donde es originario un tipo de cerámica íbera que recibió el nombre de Elche-Archena). En tiempos de la Antigua Roma comenzó el uso de los conocidos baños termales de Archena.
La actual villa de Archena surgió en la Edad Media, cuando tras la firma del tratado de Alcaraz (por el que la taifa de Murcia se convirtió en un protectorado castellano) la población pasó a depender de la Orden de San Juan, dentro de la encomienda de Calasparra (a la que perteneció hasta el siglo XIX), por orden del por entonces infante Alfonso el Sabio en julio de 1244. La orden hospitalaria concedió una carta puebla a la localidad en 1462.
Durante la guerra civil española, el Ejército Popular de la República estableció en Archena una escuela de formación para tanquistas, debido a la llegada de los nuevos carros de combate soviético T-26. Estuvo dirigida por el coronel soviético Semión Krivoshéin y el coronel español Rafael Sánchez-Paredes, funcionando la escuela y los talleres de mantenimiento durante la contienda.

## Geografía

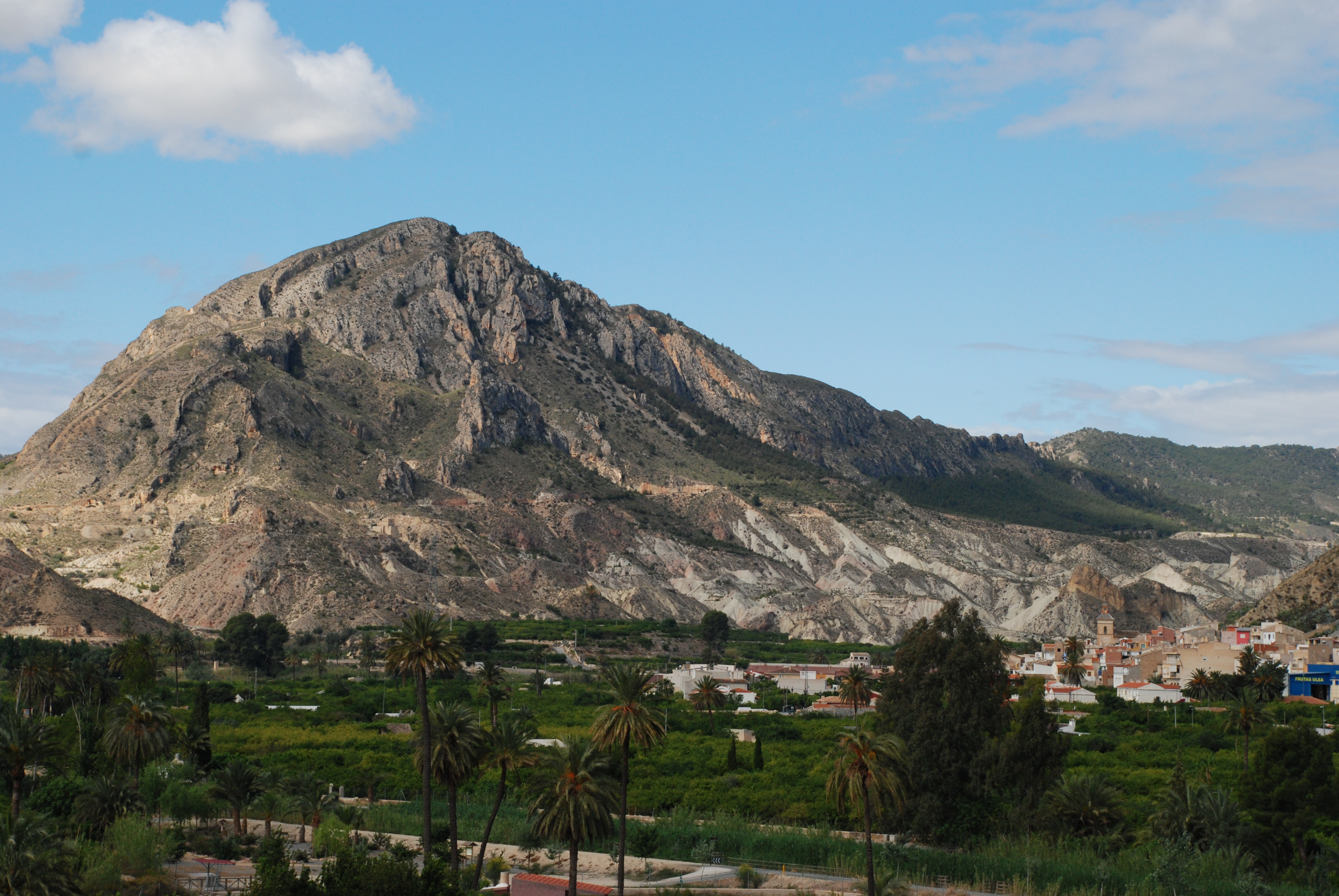
Valle de Ricote, comarca natural en la que se encuadra la localidad de Archena. Vista de Ulea

Archena está integrado en la comarca de Valle de Ricote y dista de Murcia 25 kilómetros, lo que hace que igualmente forme parte del área metropolitana de Murcia junto con otros 9 municipios, todos situados en la vega del Segura. Aunque el área metropolitana no está establecida oficialmente, sí que está considerada área urbana por el Ministerio de Transportes, en concreto, la décima más poblada de España con 679 542 habitantes en 2022.
El término municipal es reducido, 1651 hectáreas, la gran mayoría de regadío. Éste está atravesado por la autovía A-30 y la carretera N-301 en el pK 372.
El relieve del municipio está muy influenciado por el río Segura, que recorre el territorio a lo largo de siete kilómetros de norte a sur. A ambos lados del mismo se sitúan las terrazas escalonadas llenas de frutales. Fuera de la ribera del río, el terreno es ligeramente ondulado, con un monte más destacado en su parte norte (Ope, 276 m s. n. m.). La altitud del municipio oscila entre los 276 metros y los 88 metros. El pueblo se alza a 115 metros sobre el nivel del mar. El clima, con una temperatura media de 18 °C, es el propio de la España seca.
| Noroeste: Villanueva del Río Segura | Norte: Ulea | Noreste: Molina de Segura |
| Oeste: Villanueva del Río Segura    |             | Este: Lorquí              |
| Suroeste Villanueva del Río Segura  | Sur: Ceutí  | Sureste: Ceutí            |

## Monumentos y lugares de interés

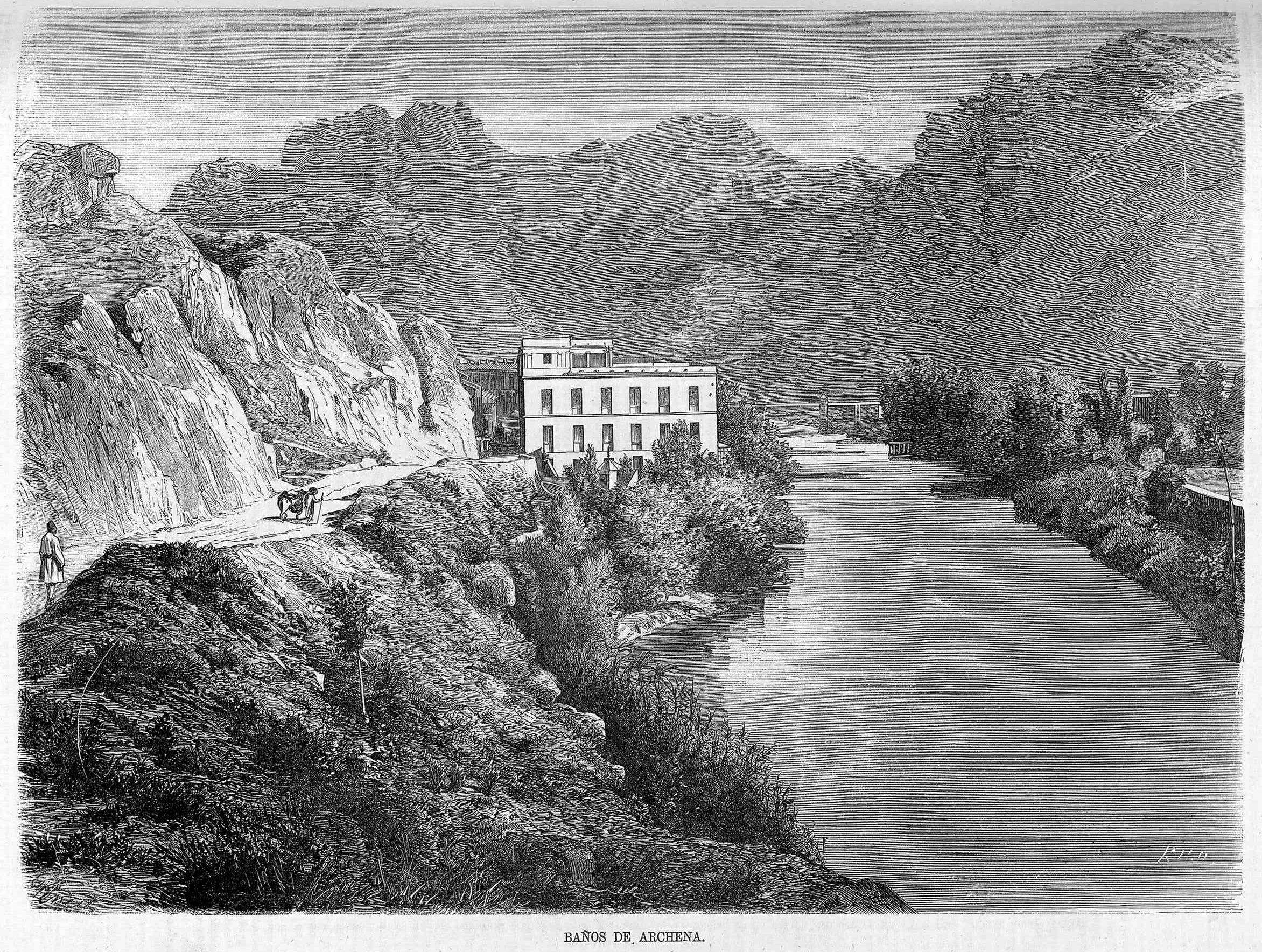
Vista de los baños de Archena (La Ilustración de Madrid, 1871)

Desde el punto de vista patrimonial destaca:
La iglesia de San Juan Bautista, comenzada en el siglo XVIII con intervenciones posteriores, sustituye a otra anterior del siglo XVI. Está situada en una esquina de la localidad, sin construcciones adosadas, en un lugar estratégico antes ocupado por una mezquita, mirando a la vega del río Segura y presidiendo el camino real, el único acceso a Archena desde Ceutí. La dedicación a San Juan Bautista está motivada por haber pertenecido a la Orden de San Juan.
La Casa Grande, en la actualidad es la casa consistorial. Edificada por la Orden de San Juan en el siglo XV como Casa de la Tercia, en estilo renacentista. En el siglo XVIII pasó a ser propiedad de la familia Llamas.
El palacete Villarías, mandado construir por el Vizconde de Rías a finales del siglo XIX en una finca rodeada por un parque repleto de plantas y palmeras a las afueras de la villa -actualmente dentro del pueblo-. El parque del palacete hace hoy la función de parque público. El edificio es desde 2004 centro de interpretación del Valle de Ricote.
El balneario de Archena, complejo de edificaciones, la mayoría del siglo XIX, donde destaca el ecléctico Hotel Termas -con un interior de estilo mozárabe realizado por Manuel Castaños (que intervino en el Casino de Murcia)-, el Casino -realizado en 1878 en estilo neo renacimiento- y la ermita del Balnerario -actual Santuario de Nuestra Señora de la Salud (patrona de Archena)-, del arquitecto José María Aguilar.

## Demografía
Archena cuenta con una población de 20 976 habitantes (INE 2024).
| Gráfica de evolución demográfica de Archena entre 1842 y 2021                                                       |
| |
| Población de derecho según los censos de población del INE Población de hecho según los censos de población del INE |

La población se concentra básicamente en el casco urbano, con la importante excepción de la pedanía de La Algaida.
Otros barrios importantes fuera del casco urbano son El Hurtado, Las Arboledas, El Otro Lao, y a destacar el barrio de la Providencia (llamado por los archeneros "El Fútbol"), que aunque se encuentra ubicado dentro del casco urbano de Archena, gran parte de él pertenece al término municipal de Villanueva del río Segura, lo que da una muestra significativa del pequeño término municipal. A destacar también el polígono industrial, de reciente creación, llamado La Capellanía.
| Entidad de Población    | Habitantes (2021) |
| ----------------------- | ----------------- |
| Archena (municipio)     | 19 500            |
| Archena (núcleo urbano) | 17 428            |
| La Algaida              | 2072              |

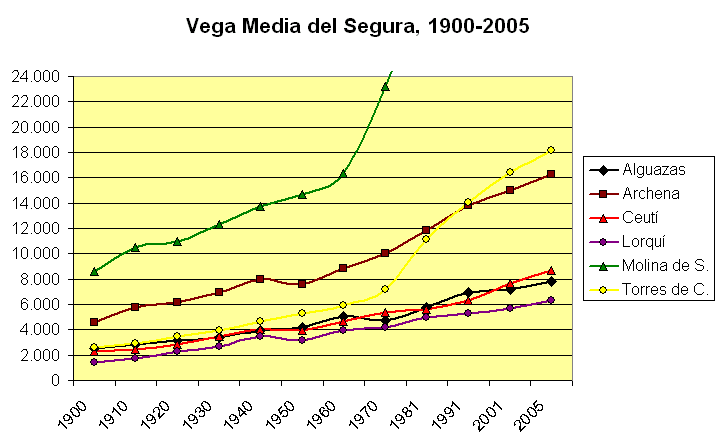
Evolución demográfica de Archena (línea granate) en el contexto de la comarca

Desde 1900, Archena ha seguido una evolución ascendente, que la ha llevado a multiplicar por 3,55 la población de principios de siglo. Entre 1991 (11 876 habs.) y 2008 ha crecido un 54 %.

## Transporte

### Tren
Archena cuenta con una estación de ferrocarril, aunque ésta se encuentra fuera de su término municipal.
La estación de Archena-Fortuna se localiza dentro de la pedanía de Campotéjar, perteneciente a Molina de Segura. Aunque el tendido de la línea Chinchilla-Cartagena no transcurre por ninguno de los dos municipios a los que alude la estación, ésta se abrió en el punto más próximo a ambas localidades par dar servicio tanto a las poblaciones como a los nutridos visitantes de sus conocidos balnearios.

### Por carretera
La carretera RM-411 comunica Archena con Fortuna, atravesando una parte del término de Molina de Segura.
Otras carreteras que discurren por el municipio son la RM-533, que enlaza con Ceutí, la MU-522, que comunica con Villanueva del Río Segura, y la MU-530, que conecta con Yéchar y Mula.
La carretera RM-554 enlaza el núcleo urbano de Archena con la Autovía de Murcia (A-30), de la que un pequeño tramo discurre por el municipio, disponiendo de una salida (la 121).

### Autobús
Archena dispone de una línea de bus urbana, que conecta La Algaida con el Balneario atravesando los diferentes barrios del municipio.
El servicio de viajeros por carretera del municipio se engloba dentro de la marca Movibus, el sistema de transporte público interurbano de la Región de Murcia (España), que incluye los servicios de autobús de titularidad autonómica.
| Línea | Recorrido                                                                       | Operador |
| ----- | ------------------------------------------------------------------------------- | -------- |
| 36    | Archena - La Algaida - Lorquí - Molina de Segura - Campus de Espinardo - Murcia | Interbus |

Además, presta servicio la siguiente línea de autobús interurbano:
| Línea     | Recorrido                | Operador |
| --------- | ------------------------ | -------- |
| MUR-092-1 | Valle de Ricote - Murcia | Interbus |

## Administración y política
| Partido político                                      | 2023  | 2023  | 2023       | 2019                     | 2019                     | 2019                     | 2015  | 2015  | 2015       | 2011  | 2011  | 2011       | 2007  | 2007  | 2007       |
| Partido político                                      | %     | Votos | Concejales | %                        | Votos                    | Concejales               | %     | Votos | Concejales | %     | Votos | Concejales | %     | Votos | Concejales |
| Partido Popular (PP)                                  | 60,31 | 5601  | 11         | 51,80                    | 4906                     | 10                       | 50,43 | 4541  | 9          | 52,03 | 4985  | 9          | 56,46 | 5380  | 10         |
| Partido Socialista de la Región de Murcia (PSRM-PSOE) | 23,04 | 2140  | 4          | 30,88                    | 2925                     | 5                        | 28,80 | 2593  | 5          | 26,39 | 2528  | 5          | 30,54 | 2910  | 5          |
| Vox                                                   | 9,36  | 870   | 1          | 5,35                     | 507                      | 1                        | –     | –     | –          | –     | –     | –          | –     | –     | –          |
| Izquierda Unida (IU)                                  | 5,05  | 469   | 1          | 6,65                     | 630                      | 1                        | 12,03 | 1083  | 2          | 9,63  | 923   | 1          | 11,19 | 1066  | 2          |
| Podemos                                               | 1,46  | 136   | 0          | Con Izquierda Unida (IU) | Con Izquierda Unida (IU) | Con Izquierda Unida (IU) | –     | –     | –          | –     | –     | –          | –     | –     | –          |
| Coalición de Centro Democrático (CCD)                 | –     | –     | –          | 0,96                     | 91                       | 0                        | 7,64  | 688   | 1          | –     | –     | –          | –     | –     | –          |
| Unión Independiente del Pueblo (UIdP)                 | –     | –     | –          | –                        | –                        | –                        | –     | –     | –          | 10,52 | 1008  | 2          | –     | –     | –          |

## Servicios

### Educación
En la población de Archena hay 6 colegios públicos de educación infantil y primaria: CEIP Emilio Candel, CEIP José Alcolea Lacal, CEIP Micaela Sanz, CEIP Miguel Medina, CEIP Nª Sra. de la Fuensanta, perteneciente a la pedanía de La Algaida, CEIP Río Segura y una escuela infantil municipal. 
En relación con la educación secundaria, cuenta con 2 centros de educación secundaria, de carácter público, y que ofertan los estudios de ESO, Bachillerato y ciclos de Formación Profesional de Grado Medio y Superior: IES Vicente Medina y el IES Dr. Pedro Guillén, este último ubicado en el Bº El Otro Lao y perteneciente a la pedanía de La Algaida.

## Localidades hermanadas
- Chesham (Reino Unido)